# Sulfosulfuron
Sulfosulfuron ist eine chemische Verbindung aus der Gruppe der Sulfonylharnstoffe (genauer der Pyrimidinylsulfonylharnstoffe).

## Eigenschaften
Sulfosulfuron ist ein weißes Pulver, das in Wasser schlecht löslich ist.

## Verwendung
Sulfosulfuron wird als Wirkstoff in Pflanzenschutzmitteln verwendet. Es wird als Nachauflaufherbizid zur Bekämpfung von Trespen-Arten und der Quecke sowie bestimmten breitblättrigen Unkräutern in Winterweizen und Triticale benutzt. Die Wirkung beruht auf der Hemmung der Acetolactat-Synthase (ALS), einem Enzym, das an der Synthese der Aminosäuren Isoleucin, Valin und Leucin in anfälligen Pflanzen beteiligt ist.

## Zulassung
Der Antrag auf Zulassung in der EU wurde am 24. April 1997 von Monsanto eingereicht. Mit Wirkung zum 1. Juli 2002 wurde Sulfosulfuron für Anwendungen als Herbizid zugelassen. Die Genehmigung als Wirkstoff wurde 2011 bis Ende 2015 verlängert. 
In der Schweiz sind Pflanzenschutzmittel (z. B. Monitor) mit diesem Wirkstoff zugelassen, in Deutschland und Österreich keine.